# Diocese de São João del-Rei

Regional CNBB Leste 2.

A Diocese de São João del-Rei (Dioecesis Sancti Ioannis a Rege) é uma divisão territorial da Igreja Católica no estado de Minas Gerais. Está inserida na província eclesiástica de Juiz de Fora.

## História
Foi criada em 21 de maio de 1960 pela bula Quandoquidem novae - «Visto que a constituição de uma nova Igreja sempre conduz à esperança…» - do Papa João XXIII.

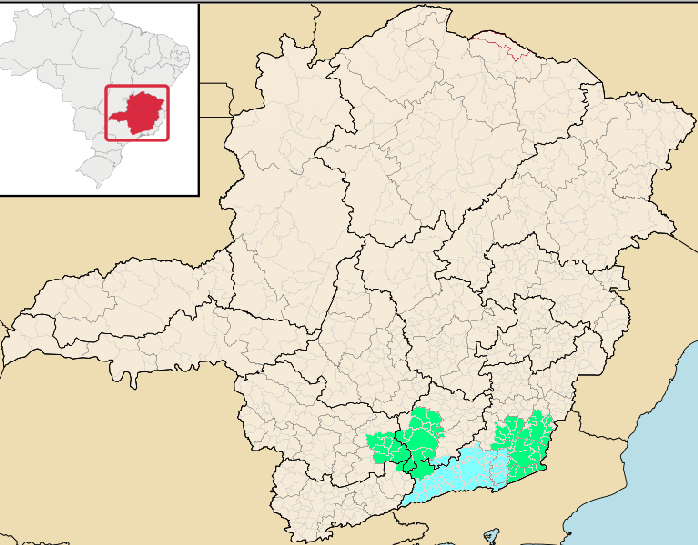
Província Eclesiástica de Juiz de Fora.

Sua instalação se deu no dia 06 de novembro de 1960, às 9h, na Catedral Basílica de Nossa Senhora do Pilar, perante o Exmo. e Revmo. Sr. Dom Oscar de Oliveira, Arcebispo de Mariana, delegado do Exmo. Revmo. Sr. Dom Armando Lombardi, Núncio Apostólico no Brasil. Por decreto do mesmo Sr. Núncio Apostólico, datado de 19 de outubro de 1960, e por ordem do Exmo. e Revmo. Sr. Arcebispo, foi lida em latim e português a bula Quandoquidem novae.
Foi constituída pelo desmembramento de paróquias que pertenciam a três circunscrições eclesiásticas vizinhas:
- Arquidiocese de Mariana, a leste e nordeste;
- Diocese de Campanha, a oeste e sudoeste;
- (então) Diocese de Juiz de Fora, a sul.

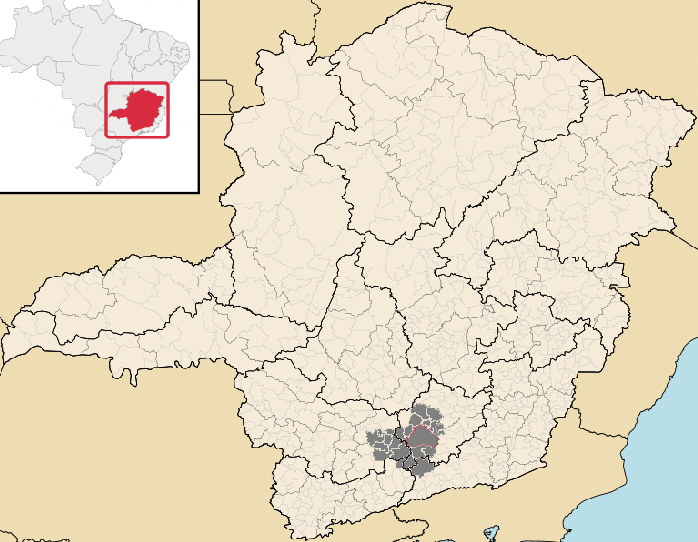
Diocese de São João del-Rei.

Teve como primeiro bispo Dom Delfim Ribeiro Guedes.
Foi sufragânea da Arquidiocese de Mariana por quase dois anos, desde sua criação, em 21 de maio de 1960, até 1962. Em 14 de abril desse ano, a (então) Diocese de Juiz de Fora foi elevada a arquidiocese e se tornou a metrópole da província a que a diocese de São João del-Rei se submeteria.
Em 12 de dezembro de 2018, o papa Francisco nomeou Dom José Eudes Campos do Nascimento como o quinto bispo da diocese.

## Sede episcopal
A sede episcopal está na Catedral Basílica de Nossa Senhora do Pilar, na cidade de São João del-Rei.

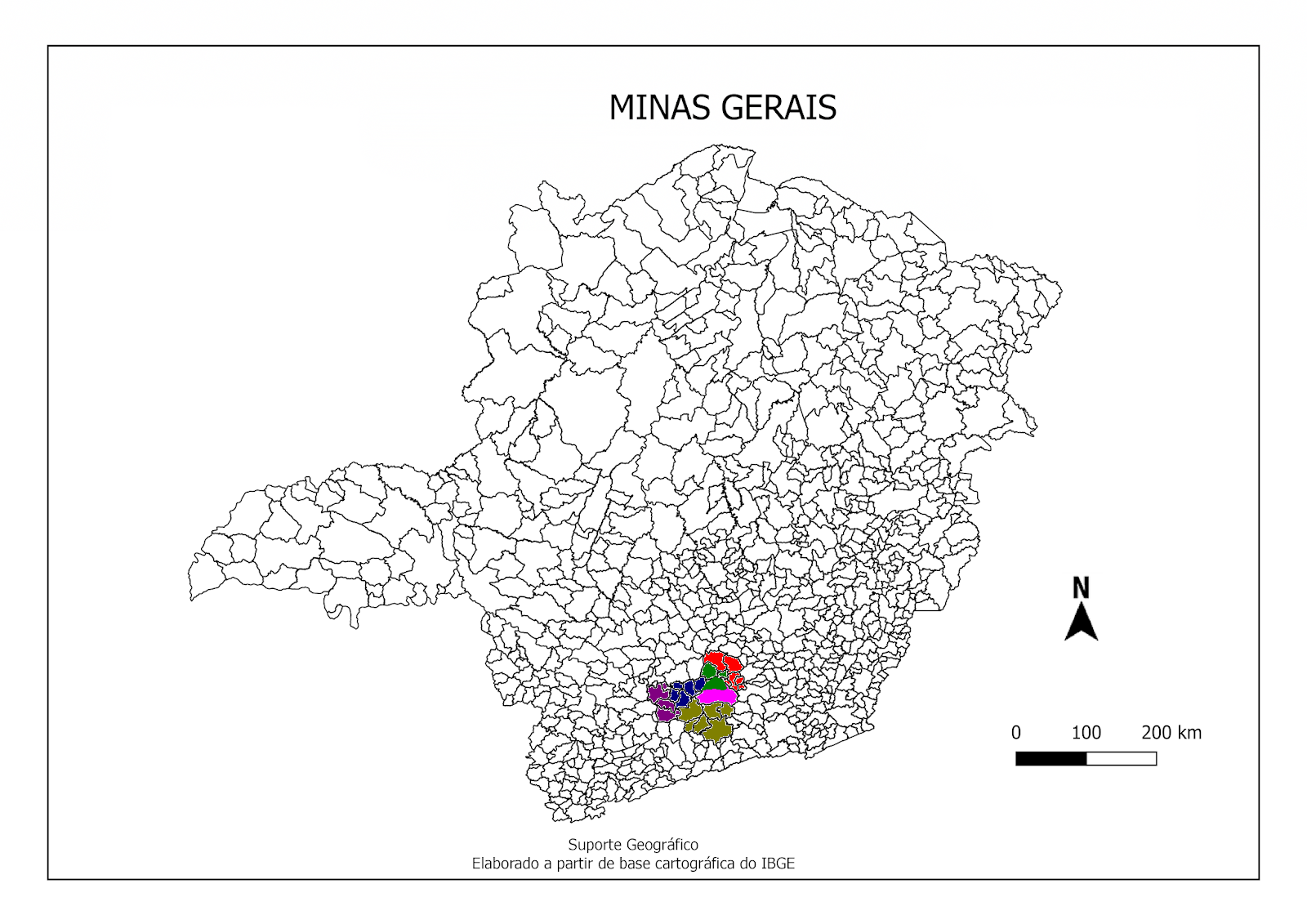
Diocese de São João del-Rei (MG) e suas seis foranias, cada qual sediada em um município. Bege: Nossa Senhora do Porto da Eterna Salvação, Andrelândia. Rosa: Nossa Senhora do Pilar, São João del-Rei. Vermelho: Nossa Senhora da Conceição, Prados. Verde: Senhor Bom Jesus de Matosinhos, São João del-Rei. Azul: Nossa Senhora de Nazaré, Nazareno. Roxo: Sant'Ana, Lavras.

## Geografia
O território da diocese abrange 42 paróquias, distribuídas por 25 municípios mineiros, pertencentes a quatro regiões geográficas intermediárias de Minas Gerais.

### Região Geográfica Intermediária de Barbacena
Quinze municípios na Região Geográfica Intermediária de Barbacena.

#### Região Geográfica Imediata de São João del-Rei
Treze municípios na Região Geográfica Imediata de São João del-Rei.
- São João del-Rei
- Conceição da Barra de Minas
- Coronel Xavier Chaves
- Lagoa Dourada
- Madre de Deus de Minas
- Nazareno
- Piedade do Rio Grande
- Prados
- Resende Costa
- Ritápolis
- Santa Cruz de Minas
- São Vicente de Minas
- Tiradentes

#### Região Geográfica Imediata de Barbacena
Dois municípios na Região Geográfica Imediata de Barbacena.
- Barroso
- Dores de Campos

### Região Geográfica Intermediária de Varginha
Oito municípios na Região Geográfica Intermediária de Varginha.

#### Região Geográfica Imediata de Lavras
Oito municípios na Região Geográfica Imediata de Lavras.
- Lavras
- Carrancas
- Ibituruna
- Ijaci
- Ingaí
- Itumirim
- Itutinga
- Luminárias

### Região Geográfica Intermediária de Pouso Alegre
Um município na Região Geográfica Intermediária de Pouso Alegre.

#### Região Geográfica Imediata de Caxambu-Baependi
Um município na Região Geográfica Imediata de Caxambu-Baependi.
- Minduri

### Região Geográfica Intermediária de Juiz de Fora
Um município na Região Geográfica Intermediária de Juiz de Fora.

#### Região Geográfica Imediata de Juiz de Fora
Um município na Região Geográfica Imediata de Juiz de Fora.
- Andrelândia

## Divisão territorial

### Foranias e paróquias
A Diocese de São João del-Rei passou a ser dividida em 6 foranias desde de 1 de julho de 2016. São elas: Forania Nossa Senhora do Porto da Eterna Salvação (Andrelândia), Forania de Sant'Ana (Lavras), Forania Nossa Senhora da Conceição (Prados), Forania Nossa Senhora do Pilar (São João del-Rei), Forania Nossa Senhora de Nazaré (Nazareno) e Forania do Senhor Bom Jesus de Matosinhos (São João del-Rei).

#### Forania deNossa Senhora do Pilar
- Paróquia de Nossa Senhora do Pilar, catedral (São João del-Rei)

- Paróquia de São Francisco de Assis (São João del-Rei)
- Paróquia do Senhor Bom Jesus do Monte (São João del-Rei)
- Paróquia de São José Operário (São João del-Rei)
- Paróquia de São Sebastião (São Sebastião da Vitória, distrito de São João del-Rei)
- Paróquia de São Miguel Arcanjo (São Miguel do Cajuru, distrito de São João del-Rei)
- Paróquia de São Francisco de Assis de Emboabas (Emboabas, distrito de São João del-Rei)
- Paróquia de Santo Antônio e da Bem Aventurada Nhá Chica (Rio das Mortes, distrito de São João del-Rei)

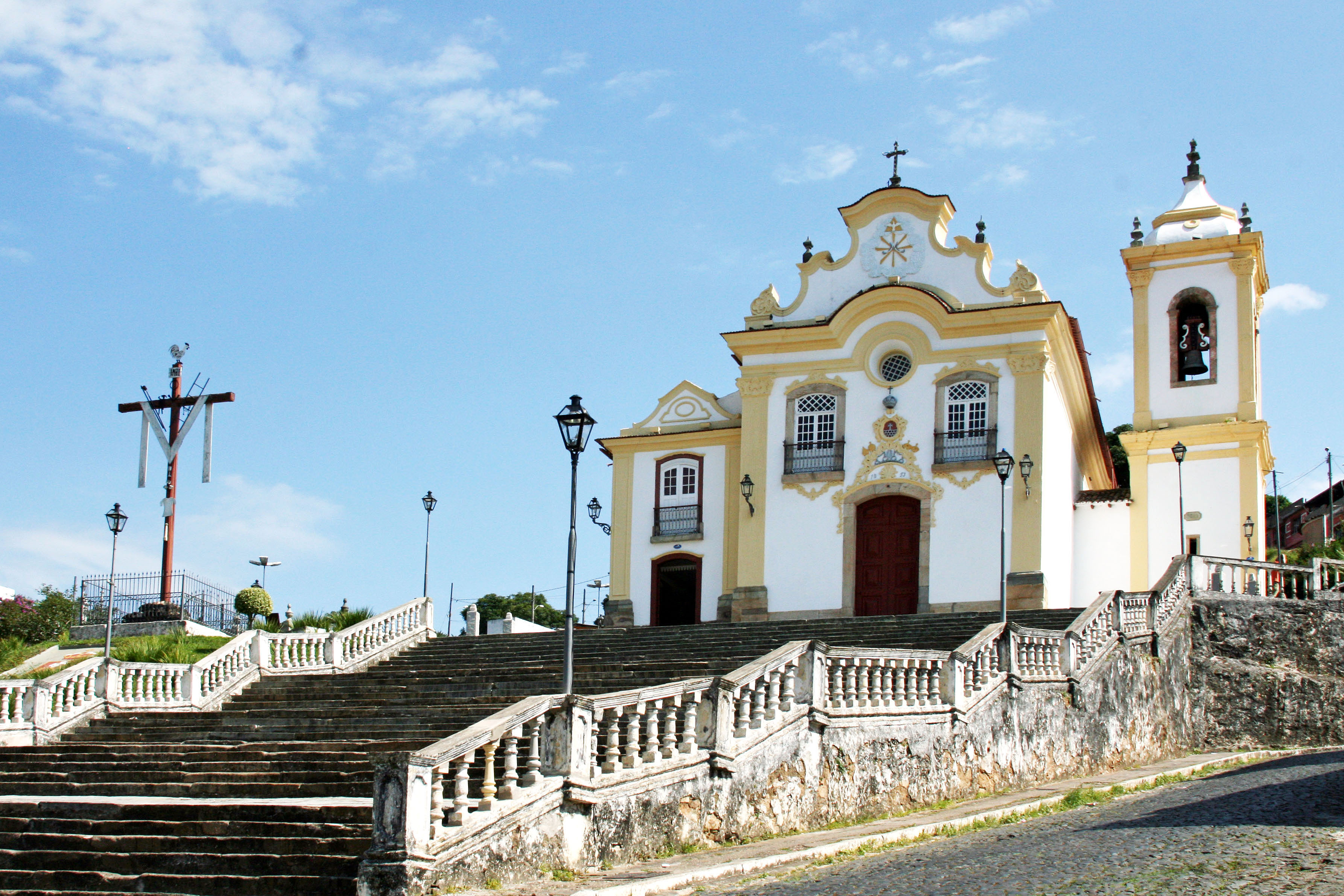
Igreja Nossa Senhora das Mercês em São João Del Rei

#### Forania doSenhor Bom Jesus do Matosinhos
- Paróquia Santuário do Senhor Bom Jesus de Matosinhos (São João del-Rei)
- Paróquia do Menino Jesus de Praga (São João del-Rei)
- Paróquia de São Judas Tadeu (São João del-Rei)
- Paróquia Santuário de São João Bosco (São João del-Rei)
- Paróquia da Imaculada Conceição (Colônia do Marçal, São João del-Rei)
- Paróquia de São Sebastião (Santa Cruz de Minas)
- Paróquia Santuário de Santa Rita de Cássia (Ritápolis)
- Paróquia de Nossa Senhora da Conceição (Coronel Xavier Chaves)

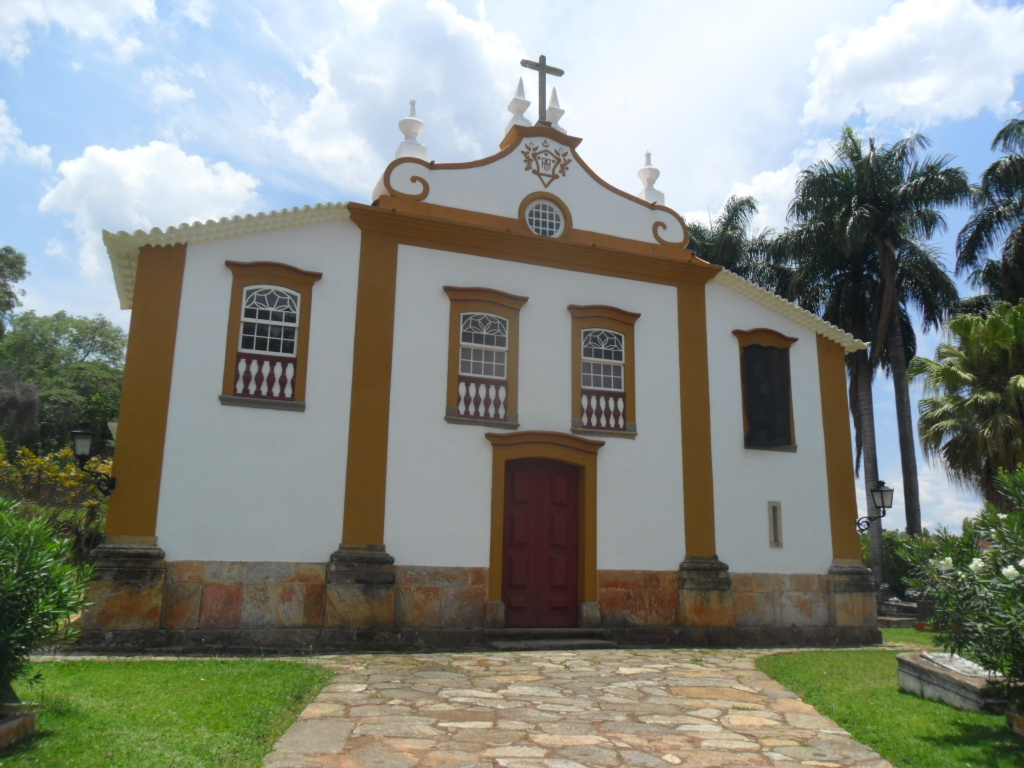
Capela Nossa Senhora das Mercês em Tiradentes.

#### Forania deNossa Senhora da Conceição
- Paróquia de Nossa Senhora da Conceição (Prados)

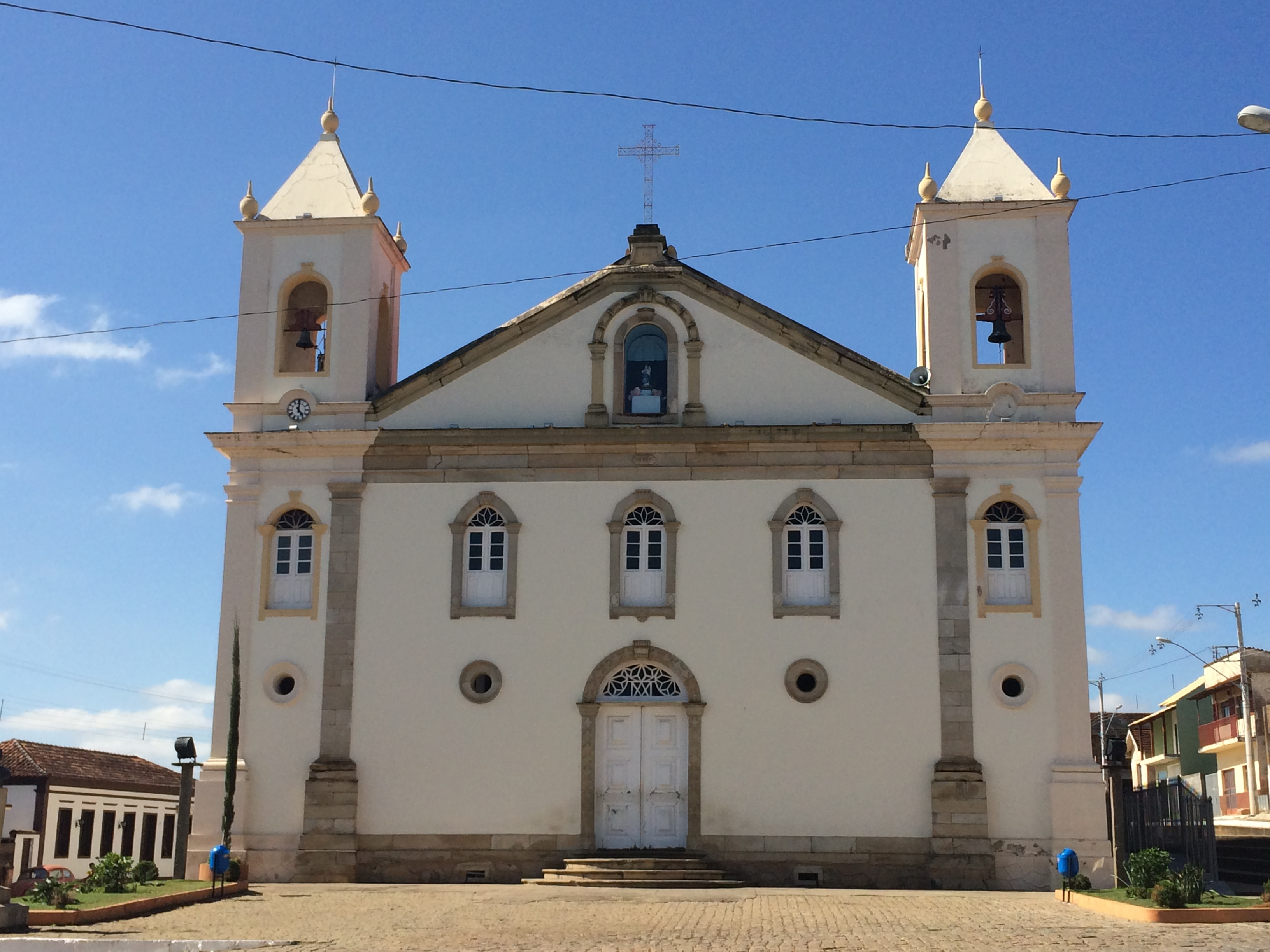
Santuário de Nossa Senhora de Nazaré em Nazareno

- Paróquia de Nossa Senhora da Penha de França (Resende Costa)
- Paróquia de Nossa Senhora do Rosário de Fátima (Barroso)
- Paróquia de Sant’Ana do Barroso (Barroso)
- Paróquia de Santo Antônio (Lagoa Dourada)
- Paróquia de Santo Antônio (Tiradentes)
- Paróquia de Nossa Senhora das Dores[5] (Dores de Campos)

#### Forania deNossa Senhora de Nazaré
- Paróquia Santuário de Nossa Senhora de Nazaré (Nazareno)
- Paróquia Santuário de Nossa Senhora da Conceição (Conceição da Barra de Minas)
- Paróquia de São Gonçalo do Amarante (Ibituruna)
- Paróquia de Santo Antônio (Itutinga)
- Paróquia de São José (Itumirim)

#### Forania deNossa Senhora do Porto da Eterna Salvação
- Paróquia de Nossa Senhora do Porto da Eterna Salvação (Andrelândia)
- Paróquia de São Vicente Ferrer (São Vicente de Minas)
- Paróquia do Sagrado Coração de Jesus (Minduri)
- Paróquia de Nossa Senhora da Conceição (Carrancas)
- Paróquia de Nossa Senhora Mãe de Deus (Madre de Deus de Minas)
- Paróquia Santuário de Nossa Senhora da Piedade (Piedade do Rio Grande)Matriz de Sant'Ana em Lavras

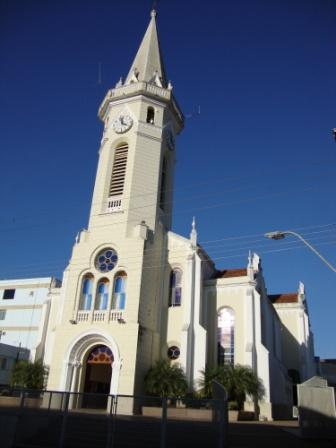
Matriz de Sant'Ana em Lavras

#### Forania deSant'Ana
- Paróquia de Sant'Ana (Lavras)
- Paróquia de Nossa Senhora Auxiliadora (Lavras)

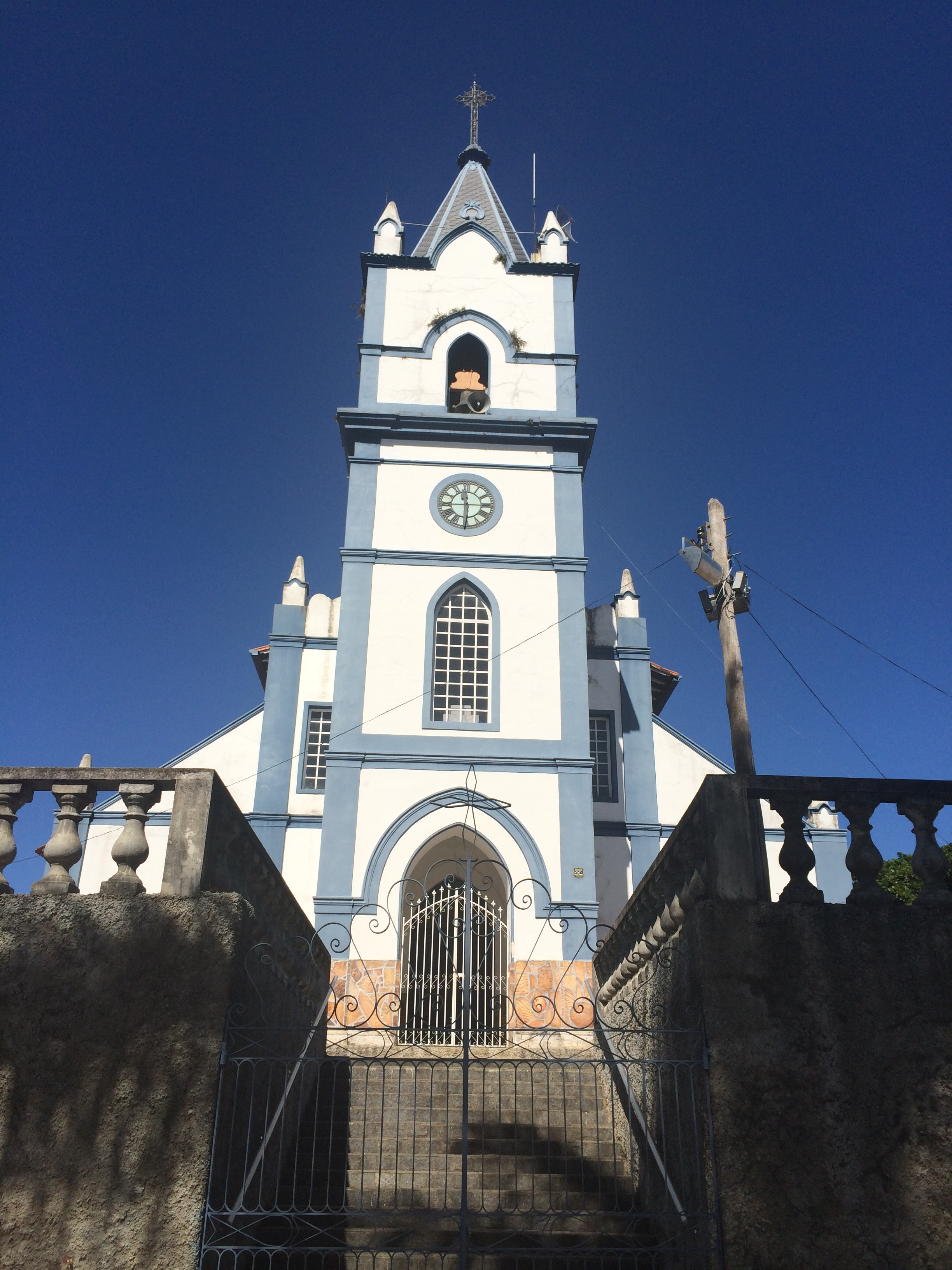
Igreja Matriz de São Gonçalo do Amarante em Ibituruna

- Paróquia de São Sebastião (Lavras)
- Paróquia de Nossa Senhora de Fátima (Lavras)
- Paróquia de Nossa Senhora Aparecida (Lavras)
- Paróquia de São Judas Tadeu (Lavras)[6]
- Paróquia de Nossa Senhora da Conceição (Ijací)
- Paróquia de São Sebastião e São João Batista (Ingaí)
- Paróquia de Nossa Senhora do Carmo (Luminárias)

## Seminário Diocesano São Tiago
O Seminário Diocesano está edificado na base sólida de um propósito que segue o lema Christum ferent ("Levarão Cristo"). Este lema, que está gravado no brasão do Seminário e no coração de todos os padres e seminaristas da Diocese de São João del Rei, deve mostrar, a todo instante, aos que vivem à sombra do Seminário São Tiago, que ali encontrarão a paz e a pureza vivendo debaixo da proteção maternal de Nossa Senhora do Pilar, Rainha dos Apóstolos, e onde se formarão, no zelo do Apóstolo São Tiago, como futuros e verdadeiros portadores de Cristo.

## Estatísticas

### Limites eclesiásticos
Está enclavada no estado de Minas Gerais, sendo, portanto, parte da regional CNBB Leste 2.
Faz divisa com quatro circunscrições eclesiásticas do estado mineiro:
- Arquidiocese de Juiz de Fora
- Arquidiocese de Mariana
- Diocese de Campanha
- Diocese de Oliveira

### Dados
Superfície: 9.661,21 Km²
População: 311.670 habitantes (IBGE/2001)
Densidade demográfica: 32,3 hab/Km²

## Bispos
|        | Nome                              | Período    | Notas         |
| Bispos | Bispos                            | Bispos     | Bispos        |
| ------ | --------------------------------- | ---------- | ------------- |
| 5º     | José Eudes Campos do Nascimento   | 2018-atual |               |
| 4º     | Célio de Oliveira Goulart, O.F.M. | 2010-2018  | Faleceu       |
| 3º     | Waldemar Chaves de Araújo         | 1996-2010  | Bispo emérito |
| 2º     | Antônio Carlos Mesquita           | 1983-1996  |               |
| 1º     | Delfim Ribeiro Guedes             | 1960-1983  |               |

## Personalidades
- Beata Nhá Chica (1808-1895), leiga[10]
- Padre José Maria Xavier (1819-1887), compositor sacro [11]
- Servo de Deus Antônio de Almeida Lustosa (1886-1974), arcebispo de Fortaleza[12]
- Servo de Deus Miguel Afonso de Andrade Leite (1912-1976), pároco rural[13]
- Cardeal Lucas Moreira Neves (1925-2002)[14]
- Benigna Victima de Jesus (1907-1981), irmã, residiu em Lavras[15]
- Martin de Porres Ward (1918-1999), missionário americano em Andrelândia[16]